# 老矿街道
老矿街道是中华人民共和国江苏省徐州市贾汪区下辖的一个街道办事处。
2013年8月6日，江苏省人民政府批复同意撤销贾汪镇，将原贾汪镇的援工、泉旺头、广场、光明、前委、民乐苑、群力、永兴、工商东、工商西、石头阵、夏桥、校东、华联、五号井、园东、新立、韩桥18个居委会区域与青山泉镇四清居委会区域合并，设立老矿街道办事处，街道办事处驻联盟北路12号。

## 行政区划
老矿街道下辖以下村级行政区划单位：
援工社区、泉旺头社区、工商东区社区、广场社区、光明社区、前委社区、工商西区社区、民乐苑社区、群力社区、永兴社区、韩桥社区、华联社区、园东社区、新立社区、夏桥社区、校东社区、五号井社区、石头阵社区和四清社区。